# Fifth Street Store
De Fifth Street Store was een groot warenhuis in Los Angeles, dat in 1905 werd geopend.

## Naam
De officiële naam van het bedrijf en de winkel is vele malen gewijzigd:
- 1905–1909: Steele, Faris & Walker Co.: De officiële bedrijfsnaam en de naam waaronder de winkel werd gepromoot.
- 1909–1925: Muse, Faris, Walker Co. / The Fifth Street Store: De eerste was de officiële bedrijfsnaam, maar het bedrijf promootte zichzelf simpelweg als de "Fifth Street Store", met de officiële naam in kleinere letters.
- 1926–1946: Walker's: In 1925 werd de bedrijfsnaam veranderd in Walkers, Inc. en vanaf medio 1926 begon de winkel te adverteren als Walker's, Broadway at 5th.
- 1946–1953 Milliron's: Vernoemd naar C.J. Milliron, destijds president en grootste aandeelhouder. Milliron ging in 1917 als advocaat bij de winkels werken en werd in september 1943 president. Hij kocht de winkel van William A. Faris. Het bleef Milliron's heten, ook nadat het in 1950 door The Broadway werd gekocht.
- 1953–1959: De winkel was een filiaal van Ohrbach's, geopend op 30 november 1953, gepromoot als Ohrbach's-Downtown

## Winkel op Broadway, Los Angeles
Deze winkel lag op de zuidwesthoek van Fifth Street en Broadway.
Het bedrijf verving het gebouw door een nieuwe winkel met acht verdiepingen, die in 1924 werd opgeleverd. Vanaf 1925 begon de winkel reclame te maken als Walkers . Medeoprichter Ralf (RM) Walker zou later de grootste warenhuisketen van San Diego oprichten: Walker Scott. In 1946 werd de naam veranderd in Milliron's. Broadway Department Store kocht de winkel in 1950 en verkocht deze in augustus 1953 aan Ohrbach's. De winkel werd voor $ 1.000.000 gerenoveerd door architect Welton Becket en werd in november 1953 heropend als Ohrbach's-Downtown. Ohrbach sloot zijn filiaal en verkocht het gebouw in 1959.
Tegenwoordig huisvest het appartementen en winkels op de begane grond.

## Winkel in Westchester
Milliron's Westchester werd geopend op 17 maart 1949. Het was ontworpen door de vooraanstaande winkelarchitect Victor Gruen en kostte $ 3.000.000 om te bouwen. De feestelijke opening was een groot evenement en de architectuur – met zijn rechte lijnen gecombineerd met grote bochten op de hoeken; zijn driehoekige etalages die uit de winkel staken; en het dek naar het parkeerdek op het dak – werd beschouwd als een mijlpaal in de architectuur van de detailhandel. De winkel werd in juni 1950, al kort na de opening, verkocht aan The Broadway.

## Winkel in Long Beach

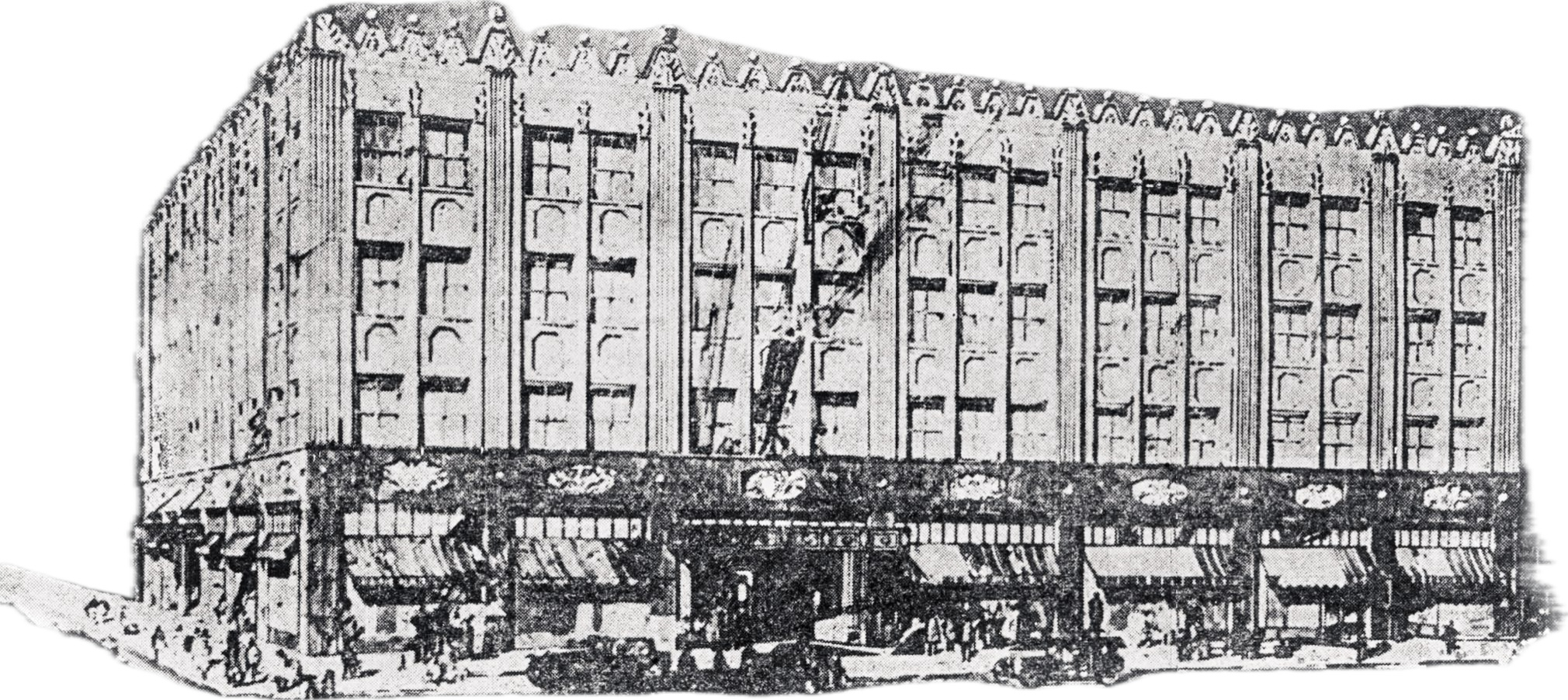
Hugh A. Marti Co. vóór de overname door de Fifth Street Store

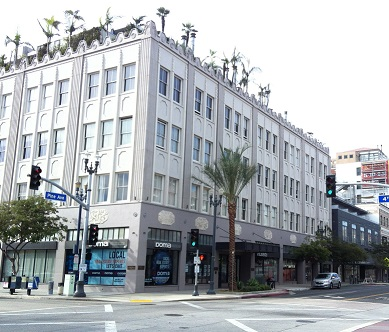
Voormalige Walker's Downtown-winkel in Long Beach

Walker's opende in 1933 zijn eerste filiaal in het centrum van Long Beach op de hoek van 4th Street en Pine Street, waarbij Pine Street de belangrijkste winkelstraat is. Meyer en Holler ontwierpen het art-decogebouw uit 1928 voor de Hugh A. Marti Co. In 1952 gaven ze $ 300.000 uit om uit te breiden naar 12.300 m². 
Bij de uitbreiding werden er 5 extra roltrappen bijgeplaatst, waarmee het totale aantal roltrappen in Long Beach op dat moment meer dan verdubbelde. Walker's Long Beach opende in 1954 een tweede Long Beach-winkel in het Los Altos Center, die het kort daarna, in 1956, verkocht aan The Broadway. Walker's verkocht zijn winkel in het centrum van Long Beach in 1960, maar bleef tot 1978 onder de naam Walker's open.

## Walker-Scott San Diego
Walker's opende in 1935 een filiaal in het centrum van San Diego, dat begin jaren 1950 werd afgesplitst en Walker Scott werd.